# Fokker F.III
De Fokker F.III is een door het Nederlandse bedrijf Fokker gebouwd vliegtuig uit de jaren twintig van de 20e eeuw. De F.III is als doorontwikkeling van de Fokker F.II gebouwd onder andere op verzoek van KLM directeur Albert Plesman. Het ontwerp werd voor het eerst getoond in oktober 1920 en is van de hand van Fokkers ingenieur Reinhold Platz. De eerste vlucht vond plaats aan het eind van 1920. De machine werd eerst alleen gebouwd in de Duitse Fokkerfabrieken, maar niet veel later ook in de Nederlandse.
De F.III is een eenmotorig, dubbelbladig propellervliegtuig. Het is een hoogdekker met een halfopen cockpit. De vlieger zit naast de motor van het vliegtuig waardoor hij aan één zijde onaangenaam veel wordt verwarmd. Achter de cockpit bevindt zich een cabine met plaats voor 5 passagiers. Sommige versies van de F.III beschikken ook nog over een apart vrachtruim.

## Fokker F.III bij KLM
Hoewel de Fokker F.II uitstekend beviel bij KLM was er toch meteen behoefte aan een beter vliegtuig. Plesman wilde meer snelheid en meer capaciteit en deed in navolging van de 2 F.II's een bestelling bij Fokker van 8 F.III's. Plesman wilde zijn F.II's graag inruilen bij Fokker, maar dat stond deze niet toe hetgeen voor enige wrijving zorgde. De F.III's voldoen aan de wensen en er volgen meer orders. KLM heeft een totaal van 16 F.III's in haar bezit gehad, uitgerust met verschillende motoren. De machines deden dienst tot na de introductie van de opvolger bij KLM, de Fokker F.VII.
Op 22 juni 1922 vond het eerste ongeluk met dodelijke afloop binnen de KLM-geschiedenis plaats. Een F.III, met vlieger A.P.J. Pijl, verdwaalde in de mist boven Het Kanaal. Van de H-NABS is nooit iets teruggevonden.